# 高加索多爾鼓
高加索多爾鼓是流行於高加索地区的多爾鼓。高加索戰士在战斗中使用這種鼓，今天用于民族音乐演奏。

## 製作

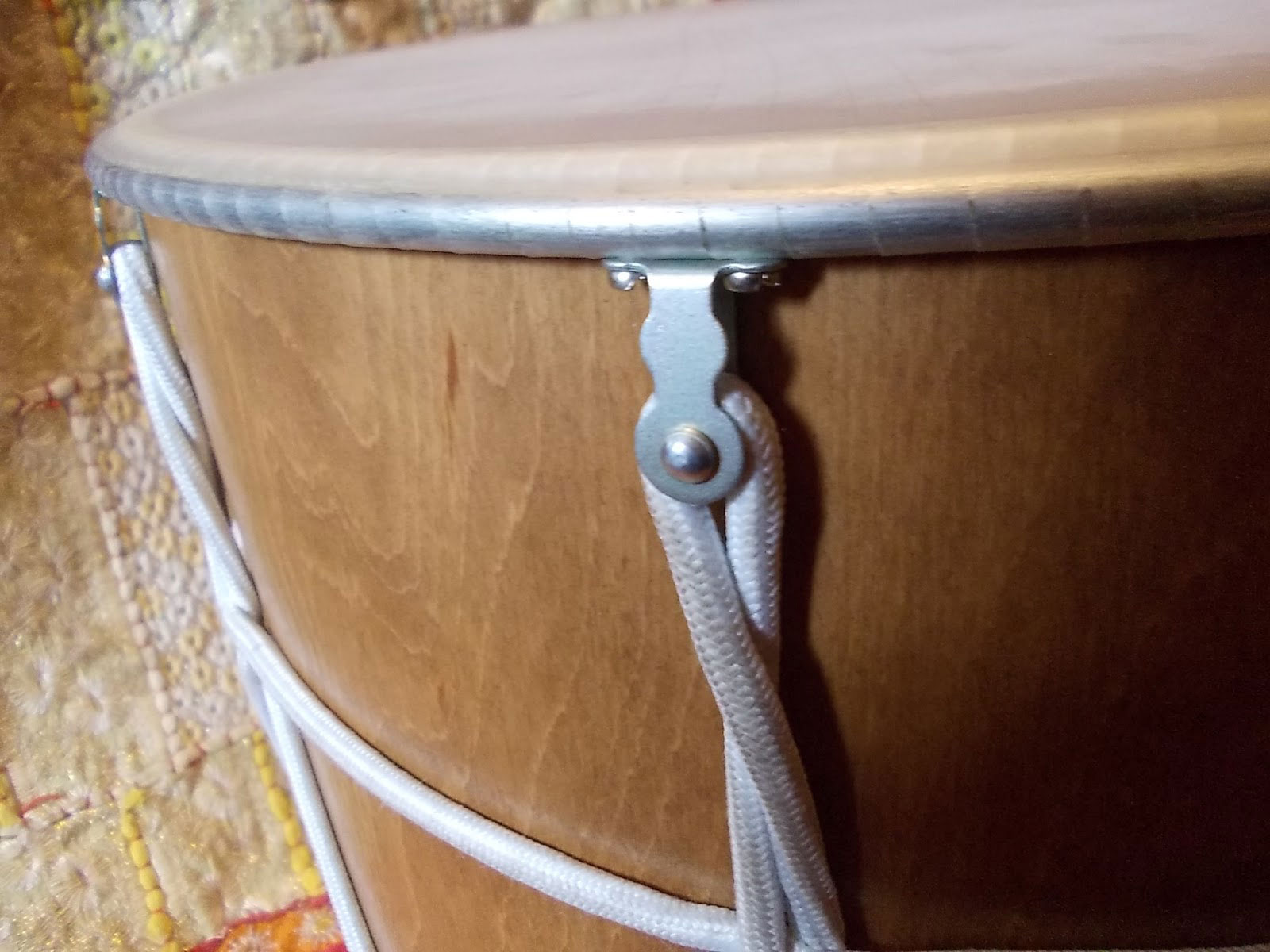
高加索多爾鼓

這是一个双面桶形鼓，其鼓殼由木材或壓克力塑膠製作，兩端鼓面由上好的薄皮革或合成塑料薄膜制成。傳統上鼓身採用核桃木，鼓面是山羊皮。將皮製或塑膠製鼓面安裝到在坚固的圓型铁桿，調整鼓面中堅固的圓鐵桿不应弯曲，再經由麻绳或合成材料绳进行调节。

## 演奏
高加索多爾鼓主要用於伴奏Garmon、土耳其唢呐和单簧管。有两种演奏方式，一种是用手演奏，另一种是用两支鼓槌演奏。鼓槌通常由山茱萸屬的木材製成，最好使用沉重的木材。

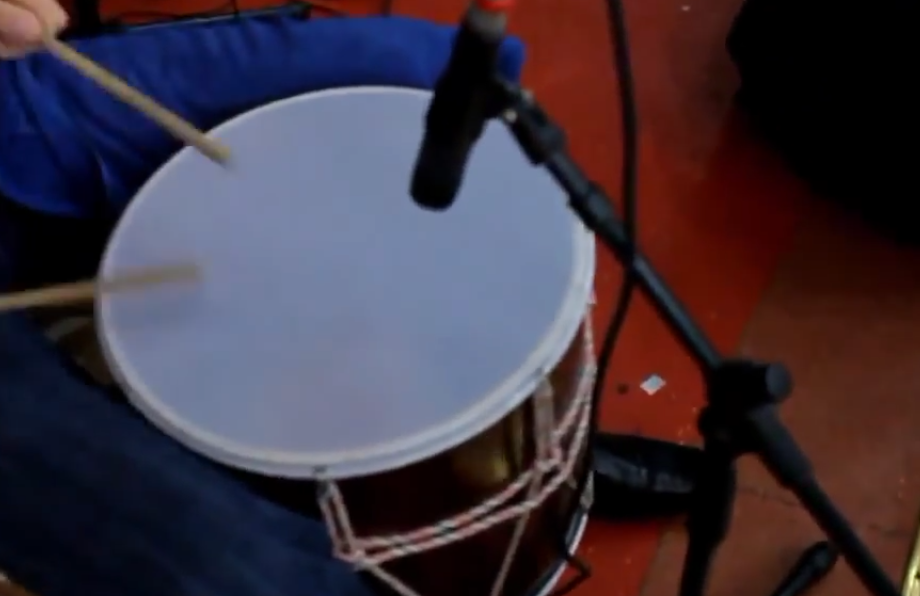
使用鼓槌演奏高加索鼓

## 各地之異同

### 亚美尼亚和亞塞拜然
在亞美尼亞和阿塞拜疆分別被称为Dhol和Naqara。这些类型的多爾鼓使用天然的薄皮革或塑料薄膜製作鼓面，鼓身為木制或壓克力塑膠。在这些国家传统上只用双手演奏多爾鼓，不使用鼓槌。

### 车臣和印古什
在车臣和印古什，它被称为Fuott或Wuott，和许多传统鼓一样，其鼓身為圓桶型，鼓面為天然皮革製成。传统上徒手演奏。

### 格鲁吉亚
在格鲁吉亚，它被称为Dholi或Doli，几乎都用天然的厚皮製作鼓面，並用木材製造鼓身。大多徒手演奏。

### 俄罗斯南部
在俄罗斯南部，它被称为Douli。此處的多爾鼓與亞美尼亚和阿塞拜疆的相同。